# República Socialista Soviética Autônoma de Mari
A República Socialista Soviética Autônoma de Mari (RSSA de Mari) foi a sucessora do Oblast Autônomo de Mari . Quando a União Soviética se desintegrou, a RSSA de Mari se tornou a República de Mari El, uma unidade federal da Federação Russa. 

## História
A RSSA de Mari foi formada em 5 de dezembro de 1936 sob a Constituição Soviética de 1936 como resultado da transformação do Oblast Autônomo de Mari, que havia sido estabelecida em 4 de novembro de 1920, como uma entidade territorial autônoma da região da montanha e dos prados Maris.
Em 22 de outubro de 1990, por decisão do Conselho Supremo da RSSA de Mari, foi transformado na República Socialista Soviética Mari (RSS de Mari). Em 24 de maio de 1991, o Congresso dos Deputados Do Povo da RSFS da Rússia aprovou a decisão, alterando a Constituição da de 1978.
Em 9 de dezembro de 1992, o Congresso dos Deputados Do Povo da Federação Russa renomeou a RSS Mari em República de Mari El, alterando o artigo 71 da Constituição da Federação Russa. Esta alteração entrou em vigor em 12 de Janeiro de 1993.

## Referencia
1. ↑  Mari República Socialista Soviética Autônoma // A Grande Enciclopédia Soviética : 3ª ed. - Enciclopédia Soviética, 1969-1978
2. 1 2  «A Grande Enciclopédia Soviética»